# Siphonalia pseudobuccinum
Siphonalia pseudobuccinum is een slakkensoort uit de familie van de Buccinidae. De wetenschappelijke naam van de soort is voor het eerst geldig gepubliceerd in 1888 door Melvill.